# Clarkson (Nebraska)
Clarkson is een plaats (city) in de Amerikaanse staat Nebraska, en valt bestuurlijk gezien onder Colfax County.

## Demografie
Bij de volkstelling in 2000 werd het aantal inwoners vastgesteld op 685. In 2006 is het aantal inwoners door het United States Census Bureau geschat op 662, een daling van 23 (-3,4%).

## Geografie
Volgens het United States Census Bureau beslaat de plaats een oppervlakte van 1,8 km², geheel bestaande uit land. Clarkson ligt op ongeveer 445 m boven zeeniveau.

## Plaatsen in de nabije omgeving
De onderstaande figuur toont nabijgelegen plaatsen in een straal van 28 km rond Clarkson.